# Campionati oceaniani di badminton 2014
I Campionati oceaniani di badminton 2014 si sono svolti a Ballarat, in Australia, dal 10 al 15 febbraio 2014. È stata la 9ª edizione del torneo, organizzato dalla Badminton Oceania.

## Podi
| Evento              | Oro                                       | Argento                         | Bronzo                                     |
| Singolare maschile  | Jeff Tho                                  | Ashwant Gobinathan              | Joe Wu                                     |
| Singolare maschile  | Jeff Tho                                  | Ashwant Gobinathan              | Luke Chong                                 |
| Singolare femminile | Verdet Kessler                            | Michelle Chan Ky                | Joy Lai                                    |
| Singolare femminile | Verdet Kessler                            | Michelle Chan Ky                | Tara Pilven                                |
| Doppio maschile     | Raymond Tam / Glenn Warfe                 | Matthew Chau / Sawan Serasinghe | Kevin Dennerly-Minturn Oliver Leydon-Davis |
| Doppio maschile     | Raymond Tam / Glenn Warfe                 | Matthew Chau / Sawan Serasinghe | Luke Chong Joel Findlay                    |
| Doppio femminile    | Jacqueline Guan / Gronya Somerville       | Jacinta Joe / Louisa Ma         | He Tian Tang Renuga Veeran                 |
| Doppio femminile    | Jacqueline Guan / Gronya Somerville       | Jacinta Joe / Louisa Ma         | Tara Pilven Talia Saunders                 |
| Doppio misto        | Oliver Leydon-Davis Susannah Leydon-Davis | Matthew Chau Jacqueline Guan    | Luke Chong Talia Saunders                  |
| Doppio misto        | Oliver Leydon-Davis Susannah Leydon-Davis | Matthew Chau Jacqueline Guan    | Raymond Tam Gronya Somerville              |
| Squadra mista       | Australia                                 | Nuova Zelanda                   | Nuova Caledonia                            |

## Medagliere
| Pos.   | Paese           | Oro | Argento | Bronzo | Totale |
| ------ | --------------- | --- | ------- | ------ | ------ |
| 1      | Australia       | 5   | 4       | 8      | 17     |
| 2      | Nuova Zelanda   | 1   | 2       | 2      | 5      |
| 3      | Nuova Caledonia | 0   | 0       | 1      | 1      |
| Totale | Totale          | 6   | 6       | 11     | 23     |